# 岡江久美子
岡江 久美子（おかえ くみこ、1956年〈昭和31年〉8月23日 - 2020年〈令和2年〉4月23日）は、日本の女優、タレント、司会者。本名は、大和田 久美子。スタッフ・アップ所属。東京都世田谷区出身。東京学芸大学附属世田谷中学校、鷗友学園女子高等学校卒業。夫は大和田獏、娘は大和田美帆。義兄は大和田伸也。身長157cm（1976年4月）。

## 来歴・人物
1975年、TBSドラマ『お美津』での主演で芸能界デビュー。当時18歳で、演技に関しては素人同然だったため、共演の三木弘子が付きっ切りで指導したという。
1978年からは『連想ゲーム』に紅組レギュラー解答者として5年間出演。
1983年、当時同番組の白組レギュラー解答者だった大和田獏と結婚。長女美帆を出産。同時期には人気ジャズシンガー・阿川泰子の影響でジャズを歌い始め、ジャズシンガーを目指して何度かテレビ番組でも歌っていた。
1991年から1999年までは『天までとどけ』で大家族の母親・定子役を演じ、親しまれた。
1996年から2014年までの17年半もの間、『はなまるマーケット』の総合司会を薬丸裕英と共に務めたことで全国区で朝の顔となる（当初は数ヶ月間のつなぎ番組の予定だったが、総合司会の2人の軽妙なやり取りが予想外に好評だったため、急遽番組継続が決定したという。その活躍によって2006年度の放送ウーマン賞を受賞した）。
『探偵レミントン・スティール』でのヒロイン役（ステファニー・ジンバリスト）の吹き替えを担当していた（初期シーズン）。
その他、2時間ドラマに多数主演。
全薬工業のCMには1975年から約45年間出演していた。

## 新型コロナウイルス感染症（COVID-19）による死去
2020年4月23日、新型コロナウイルス感染症(COVID-19)による肺炎で死去。63歳没（享年64）。事前に新型コロナウイルスへの感染が報道されていなかったこともあり、突然の訃報は驚きをもって受けとめられた。

### 新型コロナ感染・死去までの経緯
2019年12月末、初期の乳癌と診断され手術を受ける。
2020年1月末 - 2月中旬、がん治療の一環で放射線治療を受ける。
4月3日、定期検査のために自宅近くの検査専門のクリニックを受診。CT検査をしたところ肺にうっすら影が見つかり、新型コロナウイルス感染の疑いが生じる。しかしこの時点では発熱はなく、4 - 5日様子を見るようにと医師から指示を受けた（発熱4日間ルールが守られていた時期のため）。帰宅後、発熱（微熱）。この日、夫の大和田獏は、舞台の地方公演で不在だった。
4月4日、事務所関係者が岡江と電話で会話。「咳が出る」と話す岡江を心配すると、「大丈夫」と答える。外に出ないようにという助言にも、「じっとしてる」と頷いたという。
5日、大和田の舞台の奈良公演が新型コロナウイルス感染拡大のため中止になり、急ぎ帰京する。この時、大和田も発熱の症状があったが、岡江の濃厚接触者には当たらないと保健所は判断し、帰宅後は岡江とは寝室を別にするなどの対応をとる。
翌6日朝、岡江の容態が急変。大和田がすぐに主治医に連絡し、主治医が受け入れ先を探し、東京都内の大学病院に緊急搬送された。この時点では会話ができる状態で、入院直後も大和田とLINEでやりとりをしていたが、集中治療室に入り人工呼吸器を装着してからは連絡は一切取れなくなった。そしてPCR検査を実施。大和田が直接、岡江の顔を見たのも、会話をしたのも、この日が最後となった。
7日、大和田がクリニックに出向き検査を受け、異常なしとの結果が出る。
8日、岡江のPCR検査の結果が陽性と出る。大和田は自身が濃厚接触者ではないとは言い切れないと考え、この日から自宅にこもり誰とも接触せずに一人で過ごす。食事などは娘の大和田美帆が玄関前に届けた。この頃、大和田は、「岡江はこの3日間くらいがヤマで、いつ亡くなってもおかしくない状態」ということを既に医師から告げられていた。
23日午前5時20分、死去。病院から大和田に電話で岡江の死が伝えられたが、感染対策のため、家族や関係者が臨終に立ち会うことは叶わず、夫の大和田のみ特例でガラス越しに顔を見ることが許された。

### 報道の流れ
- 同日午後3時23分頃、岡江久美子死去の一報が速報として各社一斉に報じられた。夫の大和田獏、娘の大和田美帆が連名で出したコメントは以下のとおり。岡江久美子が4月23日5時20分に
新型コロナによる肺炎の為、永眠いたしました事をご報告いたします。
今はただ残念で信じがたく、悔しくて悔しくて他は何も考えられない状態です。
どうかそっと送って頂きたいと願っています。
仕事関係者の方々、ファンの皆様、ご友人の皆様、長いお付き合いを感謝致します。
また、全力を尽くして治療にあたって頂いた医療関係者の皆様に
心から感謝いたします。ありがとうございました。
皆様、コロナウイルスは大変恐ろしいです。どうかくれぐれもお気をつけください[14]。

- 同日、所属事務所のスタッフ・アップもプレスリリースでコメントを発表。岡江が2019年末に初期の乳がん手術を受け、1月末から2月半ばまで放射線治療を受けていたことから、免疫力が低下し重症化した可能性があるとの見解を示した。また、通夜・葬儀は未定とし、後日お別れの会を開くと発表していたが[15]、のちに断念したと報じられている。

- 同日、義兄の大和田伸也が問い合わせに答える形でTwitterでコメントを発表。「獏から入院していると聞いた時、まさかこんな日が来るとは思ってもいませんでした。残念です。悔しいです。若い頃からの思い出は尽きません」と無念の思いを述べた[16]。

- 同日、TBS『はなまるマーケット』で17年半共演し、公私ともに関係が深い薬丸裕英がブログとInstagramを更新し、この日出演する生放送直前に楽屋のテレビで岡江死去の一報を知ったことを明かした。震えが止まらず、冷静に受け止めることができず、心が乱れ言葉も出てこないと綴り[17]、Instagramには、岡江の還暦の誕生日パーティーに自ら贈ったエルメスの赤のバーキンのケーキを投稿した[18]。

- 翌24日午前、娘の大和田美帆がブログを更新し、岡江が（葬儀会社のみの立ち合いで）荼毘に付されたことを報告。たくさんのお悔やみの言葉に対し感謝を述べるとともに、入院してからの17日間一度も母の手を握ることも、孫の声を聞かせてあげることもできなかったこと、亡くなったと知らせが来ても駆けつけることすらできなかったこと、今も父親の大和田獏とは一緒にいられないことなど、無念の思いを吐露した[19]。

- 同日夕方には、岡江の遺骨が自宅に戻ってくる一部始終がテレビ各局のニュース番組で生中継された。葬儀会社の係員2人が遺骨と花束を自宅玄関前に置き、感染対策のため家族と会うことなく立ち去った後、家から出てきた大和田獏が遺骨を受け取ったが、その際報道陣に向かって以下のとおりコメントを残し家の中に戻っていった。「すみません。こんな形でしか対応できないことを申し訳なく思います。久美子は今帰ってまいりました。こんな形の帰宅は、本当に残念で、悔しくて、悲しいです。どうか皆さんもくれぐれもお気をつけください。それが、残された家族の願いです。ご苦労さまでした。ありがとうございました。静かに送りたいと思います。失礼します。」[20][21]

## エピソード
現夫・大和田獏との結婚直後の頃に、週刊誌でオールヌードを披露した。当時はまだヘア解禁前であり、女優のオールヌードは画期的なことであった。ましてや岡江は清純派女優だったので、世間に与えたインパクトは非常に大きかった。大和田との結婚後に一時イメージチェンジをし、当時ブレイクしていた阿川泰子に影響されジャズ・シンガーを目指し、アルバム1枚、アルバム・タイトル『YES, I FEEL／岡江久美子』（POLYSTAR 28P-41）を出した。
『オールスター感謝祭』では毎回上位に入賞しており、獲得賞金も多い（2005年秋、2010年秋は総合優勝を果たしている）。また2015年1月20日（19日深夜）放送のTBS『時間がある人しか出れないTV』で、『オールスター感謝祭』全47回（放送当時の通算回数）通してクイズ正解数が多かった芸能人を波田陽区らが調査した結果、計1177問正解で第2位であることが分かった。
『はなまるマーケット』では、他出演者が話している最中に目の前を飛んでいた小バエを素早く手で捕まえて床に捨てるという荒技や、普段から早口の彼女がEDトークでさらに早く喋ろうとして噛みまくる失態をしたことがある。
また『はなまるマーケット』では17年半もの長きにわたり薬丸裕英と一緒に総合司会を務め、時には薬丸との不仲説も囁かれたが、岡江は「仲が悪いわけでもないし、かといって仲良しということもなかった。薬丸くんも妻帯者で家庭を持っているので、そういう関係にもならないじゃないですか。でも、隣にいるとすごく安心して落ち着いて仕事できるんですよ。だから10年以上やってこれたんじゃないですか?」と語っていた。

## 家族
父親は鹿児島県・奄美、母親は宮崎県の出身。岡江家の一人娘である。夫は俳優の大和田獏。長女は女優でタレントの大和田美帆。義兄は俳優の大和田伸也。義姉は女優の五大路子。義甥（伸也・路子夫妻の長男、次男）は俳優の大和田悠太、大和田健介。大和田伸也とは『暴れん坊ママ』で共演。大和田健介は、自身がMCのはなまるマーケットで共演した。
家族みんな、「ちゃん」付けで呼び合う。　伸也→しんちゃん　獏→バクちゃん　健介→けんちゃん　路子→みっちゃん　美帆→みほちゃん。
先述の通り夫・大和田獏との出会いは、当時揃ってレギュラー解答者で出演していたNHKの『連想ゲーム』だった。かつて同番組においての2人は、お互いに同じく5枠の席で直接対決する関係でもあった。

## 出演

### テレビドラマ

#### NHK総合
- 花神（1977年） - お雅 役
- 銀河テレビ小説 「友情」（1977年） - 杉子 役
- 壬生の恋歌（1983年） - 幾松 役
- 妻の卒業式（2004年） - 神崎恭子 役

#### 日本テレビ
- 伝七捕物帳 第129話「愛の絆に灯がともる」（1976年） - お小夜 役
- 気分は名探偵（1984年 - 1985年） - 草間緑 役
- 木曜ゴールデンドラマ
  - 「悪霊の証明」（1986年）
- 緊急救命病院（2003年 - 2005年） - 深見佳代子 役
- 愛してたって、秘密はある。（2017年） - 立花茜 役
- 家売るオンナの逆襲（2019年） - 花田えり子 役

#### TBS
- ポーラテレビ小説  お美津（1975年） - お美津 役
- ガラスの森（1975年 - 1976年）
- 水戸黄門 第7部 第3話「人情喧嘩まんじゅう -仙台-」（1976年6月7日） - おもん 役
- 愛と憎しみの宴（1976年 - 1977年）
- 刑事くん第4部 第22話「通り魔」（1976年）
- パパは独身（1976年 - 1977年） - 松田幸子 役
- 白い荒野（1977年 - 1978年） - 佐伯朋子 役
- 古都（1980年） - 佐田千重子・苗子 役
- 青春諸君!夏（1980年） - 百合 役
- Gメン'75 第324話「深夜放送に届いたバラバラ死体」（1981年） − 三田村京子 役
- ひまわりの歌（1982年）
- 大岡越前 第6部 第13話「情けが仇の蕎麦がき代」（1982年5月31日） - お志乃 役
- 金曜日の妻たちへII 男たちよ、元気かい?（1984年） - 小山みどり 役
- 別れぬ理由（1988年） - 岡部葉子 役
- 天までとどけ（1991年 - 1999年） - 丸山定子（母） 役
- 松本清張サスペンス 黒い画集・証言（1992年） - 石野春美 役
- 硝子のかけらたち（1996年） - 如月愛子 役
- はなまるマーケット殺人事件（2000年） - 岡江久美子（本人） 役
- マリア（2001年） - 大沢大陸（りく） 役
- 恋がしたい恋がしたい恋がしたい（2001年） - 黄田織江 役
- ラブ&ファイト（2001年）
- パンチライン（2006年） - 斉藤春香 役
- パパドル! 第4話（2012年） - 岡江久美子（本人） 役
- きみが心に棲みついた（2018年） - 星名郁美 役
- 月曜ゴールデン
  - 「占い師みすず 事件は運命の彼方に」（2006年 - 2008年） - 丸山みすず 役
  - 「検察事務官 黒ユリ」（2016年） - 黒坂百合子 役

#### フジテレビ
- 銭形平次 第503話「空巣に御用心」（1976年、フジテレビ・東映）
- 江戸の旋風II 第17話「五年目の千鳥橋」（1976年、フジテレビ・東宝）
- 江戸の渦潮（1978年、フジテレビ・東宝） - おこま 役
- 旅がらす事件帖 第17話「明日に別れのたむけ花」（1981年） - おゆう 役
- 同心暁蘭之介 第3話「再会」（1981年）
- 事件ですよ!（1981年 - 1982年） - 小森葉子 役
- 鬼のいぬ間に（1982年）
- 時代劇スペシャル
  - 「清水次郎長 風雪流れ旅」（1982年） - お竜 役
  - 「怪盗夢吉忍び控」（1982年） -  おしの 役
  - 「怪談津の国屋 半七捕物帳」（1984年） - 文字春 役
- 現代恐怖サスペンス「ホラー・ペンション〜女たちの好奇心」（1987年）
- 松本清張サスペンス・愛と空白の共謀（1988年） - 勝野章子 役
- 世にも奇妙な物語
  - 「思い出を売る男」（1994年） - 古川優美子 役
- 鬼の棲家（1999年） - 黒川尚子 役
- 金曜エンタテイメント
  - 「チャイドルママの事件簿 南紀白浜・幽霊殺人事件」（1998年） - 冴子 役
  - 「離婚カウンセラー 轟木祥子」（2004年）
- 金曜プレステージ
  - 「事件記者〜警視庁記者クラブ〜」
- 暴れん坊ママ（2007年） - 高沢理恵子 役
- まるまるちびまる子ちゃん（2007年）
- ラッキーセブン（2012年） - 時多百合子 役
- シンデレラデート（2014年） - 山本しのぶ 役

#### テレビ朝日
- 花と濤（1976年）
- 土曜ワイド劇場
  - 「第三の来訪者　危険な結婚」（1981年、大和田獏との共演作）
  - 「黒真珠の美女 江戸川乱歩の「心理試験」」（1985年） - 蕗屋裕子 役
  - 「赤いネックレスの女・すりかわった美しい女の死体」（1987年） - 水沢朋子 役
  - 「牟田刑事官事件ファイル」 第4作「財布を拾った女」（1985年12月14日） - 尾石ユキ子 役
  - 「町村佐知子シリーズ」（1988年 - 1991年） - 町村佐知子 役
  - 「終着駅シリーズ」（1997年 - 2020年） - 牛尾澄枝 役[注 5]
  - 「牟田刑事官VS終着駅の牛尾刑事そして事件記者冴子」（2001年 - 2017年） - 牛尾澄江 役
- 森繁久彌のおやじは熟年（1981年） - 松原美佐子 役
- 七人の女弁護士（1991年 - 1997年） - 氷村玲子 役
- 本当にあった怖い話（1992年）
- 味いちもんめ（1995年） - 藤村（→坂巻）小夜子 役 
  - 味いちもんめII（1996年） - 藤村小夜子 役
  - '97新春ドラマスペシャル 味いちもんめ（1997年） - 藤村小夜子 役
  - '98新春ドラマスペシャル 味いちもんめ（1998年） - 坂巻小夜子 役
  - '2011新春ドラマスペシャル 味いちもんめ（2011年） - 坂巻小夜子 役
  - '2013ドラマスペシャル 味いちもんめ（2013年） - 坂巻小夜子 役
- おばあちゃま、壊れちゃったの?（2000年） - 森美沙子 役
- アタックNo.1（2005年） - 鮎原亮子 役
- 特殊犯罪課・花島渉（2017年） - 藤田詩織 役

#### テレビ東京
- 大江戸捜査網
  - 第495話「闇を裂く十手」（1981年） - かよ 役
  - 第513話「新隠密登場 謎の慶長小判」 - 第563話「さらば友よ 傷だらけの挽歌」（1981年 - 1982年） - 隠密同心・吹雪 役
- ドラマ女の手記「激写狩人フォトハンター」（1986年）
- 風雲江戸城 怒涛の将軍徳川家光（1987年） - ひさ 役
- 月曜・女のサスペンス文豪シリーズ「残された手首」（1988年） - 村山美津子 役
- 愛の殺人カルテ（1992年3月2日）
- 女系家族 赤い欲望 老舗の商家に起る凄絶な遺産争い・体を張った相続の座・欲に舞い愛に踊る華麗な女達（1994年） - 矢島藤代 役
- 事件・市民の判決（1996年）
- 上を向いて歩こう 坂本九物語（2005年） - 坂本いく 役
- 女と愛とミステリー→水曜ミステリー9→水曜シアター9→水曜ミステリー9
  - 古都旅情サスペンス かぐや姫伝説殺人事件（2001年） - 吉永香織 役
  - 密会の宿（2003年 - 2009年・2011年 - 2013年） - 桑野厚子 役[注 6]
  - 捜査一課・見当たり班 鷹子の眼（2007年） - 千石鷹子 役

### 映画
- 花の季節（監督：中田新一、1990年） - 時任涼子 役
- アオハライド（監督：三木孝浩、2014年12月13日） - 馬渕橙子 役
- 車線変更-キューポラを見上げて-（監督：赤羽博、2020年公開が2021年に延期[25]） - 野平円美（幸助の母） 役

### バラエティ
- 連想ゲーム（1978年4月 - 1983年3月、NHK総合） - 解答者
- クイズ!メモリアン（1987年4月 - 9月、テレビ朝日）
- ご機嫌!オールスター料理大賞（1987年7月8日、日本テレビ） - 司会
- 鶴太郎の危険なテレビ（1988年4月 - 9月、日本テレビ）
- 吉村明宏のクイズランチ（1991年9月 - 1992年10月、TBS） - レギュラー
- 新伍のワガママ大百科（1992年10月 - 1993年6月、MBS） - 解答者
- クイズ!年の差なんて（1994年4月 - 9月、フジテレビ） - 解答者
- ウッチャンナンチャンの炎のチャレンジャー これができたら100万円!!（テレビ朝日） - 不定期出演
- めっけMON!（2001年4月 - 9月、TBS） - 司会
- せきらら白書（2001年4月 - 2002年6月、テレビ朝日） - 司会
- 特ネタ!ニッポン宝島（2001年10月 - 2002年1月、TBS） - 司会
- ポカポカ地球家族（2002年10月 - 2007年9月、テレビ朝日） - 司会
- 火曜サプライズ（2011年ごろ、日本テレビ） - ロケコーナー出演

### 情報番組・ドキュメンタリー
情報ジャンル
| 期間                                                         | 期間                                                         | 番組名                               | 役職           |
| ------------------------------------------------------------ | ------------------------------------------------------------ | ------------------------------------ | -------------- |
| 1985年11月                                                   | 1990年3月                                                    | 新伍のお待ちどおさま（TBS）          | レギュラー出演 |
| 1987年4月                                                    | 1987年9月                                                    | 新・アフタヌーンショー（テレビ朝日） | 不定期出演     |
| 1996年10月                                                   | 2014年3月                                                    | はなまるマーケット（TBS）            | 総合司会       |
| 2018年6月5日・9月26日・2019年8月29日・12月19日・2020年2月3日 | 2018年6月5日・9月26日・2019年8月29日・12月19日・2020年2月3日 | あさイチ（NHK総合）                  | ゲスト出演     |

ドキュメンタリージャンル・その他
- オールスター感謝祭（1991年秋 - 1997年秋、1999年春 - 2008年春、2009年春 - 2013年秋、TBS）- 女性最多出場
- 岡江久美子が行く!街まかせの旅 初めてづくし長崎県・壱岐編（2014年9月28日、BS-TBS） - ナビゲーター[26]
- わが家のリフォーム物語（BS日テレ） - ナレーション

### 劇場アニメ
- THE DOG OF FLANDERS フランダースの犬（1997年） - エリーナ 役
- どんぐりの家（1997年） ‐ 田崎良子（圭子の母）役
- 猫の恩返し（2002年） - ハルの母（吉岡直子） 役[注 7]
- 劇場版ポケットモンスター アドバンスジェネレーション ミュウと波導の勇者 ルカリオ（2005年） - ジェニー 役

### 吹き替え
- エンティティー 霊体（カーラ・モラン〈バーバラ・ハーシー〉） ※日本テレビ版
- 探偵レミントン・スティール（ローラ・ホルト〈ステファニー・ジンバリスト〉） ※日本テレビ版

### CM
- 秋田酒類製造「高清水」
- ライオン「ブルーダイヤ」「チャーミーV」
- カネボウ（現：クラシエフーズ）「広東拉麺」「ニュータンメン」
- 花王「ファミリーフレッシュ」「ハミング3/1」「ワイドハイター」
- 東芝「掃除機・ワンハンドパックツインターボ」
- 三菱アルミニウム「ミスターパック」
- 全薬工業「ジキニン」
- ハウス食品「シチュー」「冷しゃぶドレッシング」
- P&G「モノゲンユニ」
- 雪印乳業（現：雪印メグミルク）
- 鶴屋吉信
- 井村屋「水ようかん」
- パラマウントベッド ※ 丹阿弥谷津子と共演
- 日本和装「無料着付教室」
- 日本ハム「中華名菜」
- 白元「パラハーブ1/3」※ 菅井きんと共演
- 昭和産業「昭和天ぷら粉黄金」「お釜にポン」
- 国民年金基金
- 原子力発電環境整備機構
- 板前魂「おせち料理」
- パネス「ErucA（エルーカ）」 - シャンプーのCM

## 書籍
- 華やかな自転（1982年、スコラ/講談社、ISBN 978-6725070498） - 写真集、セミヌードを披露
- 岡江久美子のチャチャッとレシピ（2003年、ワニブックス、ISBN 978-4847015083） - 料理本
- 岡江久美子の楽食レシピ（2012年、ポプラ社、ISBN 978-4591131800） - 料理本